# マニャ子
マニャ子（マニャこ）は、日本のイラストレーター・ゲームの原画家。

## 作品リスト

### イラスト
- ファミ通文庫
  - パッチワーク!ワンダーランド[1]（庄司卓）
  - アルジャン・カレール 〜革命の英雄、或いは女王の菓子職人〜[2]（野村美月）
  - 千年紀のレガリア 帝宝審理騎士は働かない[3]（夏森涼）
- 電撃文庫
  - ストライク・ザ・ブラッド[4]（三雲岳斗）
  - 城姫クエスト 僕が城主になったわけ（五十嵐雄策）※複数人で挿画
  - ソード・オブ・スタリオン 種馬と呼ばれた最強騎士、隣国の王女を寝取れと命じられる（三雲岳斗）
- 幻狼ファンタジアノベルス
  - Replica Doll（野口祐加）
- 富士見ファンタジア文庫
  - 緋剣のバリアント（小山タケル）
  - 闇堕ちヒロインを幸せにする計画 〜魔本使いの少年と予言《首切り姫の絶望》否定〜（上川景）
- ガガガ文庫
  - 人形遣い（賽目和七）
- ビーズログ文庫
  - 桃花婿君 -白からはじまる婿伝説!-（汐見まゆき）
- ヒーロー文庫
  - トネリコの王（日向夏）
  - ネクストライフ（相野仁）※3巻から
- モンスター文庫
  - ぼくは異世界で付与魔法と召喚魔法を天秤にかける（横塚司）
  - 社畜勇者、仕事辞めるってよ（岸本和葉）
- 角川スニーカー文庫
  - ラスト・フェニックス -不死殺しの王女-（諸星崇）
  - ヒマワリ:unUtopial World（林トモアキ）
- C★NOVELSファンタジア
  - ヴァリアント・エクスペリメント（あやめゆう）
- GA文庫
  - 仮面魔女の解放戦記（すえばしけん）
- ダッシュエックス文庫
  - 女子寮の寮長になった俺は、ご当地女子と青春できるだろうか（城崎火也）
  - 無駄飯食らい認定されたので愛想をつかし、帝国に移って出世する 〜王国の偉い人にはそれが分からんのです〜（相野仁）
- アース・スターノベル
  - 神薙少女は普通でいたい（道草家守）
- NOVEL 0
  - 酔いどれジラルド かつての英雄と押しかけ嫁（三島千廣）
- LINE文庫エッジ
  - 異世界サバイバル 〜クラスから追放されたけど、スキルの力で生き延びる〜（三門鉄狼）
- ブレイブ文庫
  - 雷帝と呼ばれた最強冒険者、魔術学院に入学して一切の遠慮なく無双する（五月蒼）

### アニメ
- 史上最強の弟子ケンイチ 闇の襲撃（第3話エンドカード）

### ゲーム原画
- 願いの欠片と白銀の契約者（propeller）

### 画集
- マニャ子画集 ストライク・ザ・ブラッド（ISBN 978-4-04-865616-0）